# アレクセイ・ポポフ
アレクセイ・ヴラディスラヴォヴィチ・ポポフ（ロシア語: Алексей Владиславович Попов, ラテン文字転写: Aleksei Vladislavovich Popov, 1978年7月7日 - ）は、ロシア出身のカザフスタンの元サッカー選手。ポジションはDF。

## 来歴
1996年よりアムカル・ペルミに所属して守備陣を支える。2003年には2部優勝を果たし、ロシアサッカー・プレミアリーグ昇格を経験した。2008年途中にFCルビン・カザンへ移籍し、2009年末まで所属した。2010年1月、アムカルへ復帰。2013年に現役引退。

### 代表
A代表はカザフスタンを選択。

## 所属クラブ
- FCズベズダ・ペルミ 1995-1996
- アムカル・ペルミ 1996-2008、2010-2013
- FCルビン・カザン 2008-2009